# Filimone Bolavucu
Pas d'image ? Cliquez ici

a Compétitions nationales et continentales officielles uniquement.

b Matchs officiels uniquement.
Dernière mise à jour le 14 septembre 2018.
Filimone Bolavucu (aussi orthographié Filimoni Bolavucu en anglais), né le 13 février 1981 à Suva, est un joueur fidjien de rugby à XV qui évolue au poste d'ailier. Il compte plusieurs sélections avec l'équipe des Fidji.

## Biographie
Filimone Bolavucu a joué avec l'équipe des Fidji de moins de 21 ans la Coupe du monde de 2002[réf. nécessaire], puis il a connu de nombreuses sélections en rugby à sept.
Il est sélectionné pour disputer la Coupe du monde 2007 avec l'équipe nationale de rugby à XV. Cependant, il doit déclarer forfait avant l'événement mondial après une blessure à la cheville.
Finalement, il obtient sa première cape internationale le 13 juin 2009, affrontant les Tonga à Nukuʻalofa. Quelques jours plus tard, il joue son deuxième et dernier match sous le maillot national, cette fois-ci à domicile contre le Japon
En 2010, Filimone Bolavucu signe un contrat de deux saisons avec l'US Dax, sollicité par Richard Dourthe puis Jean-Philippe Coyola, deux de ses anciens entraîneurs à l'Aviron bayonnais.
Sans contrat en 2012, il rejoint l'équipe de St-Jean-d'Angély en Fédérale 1 après de premiers contacts avancés avec celle de Cahors rugby.
Il quitte l'Union Cognac Saint-Jean-d'Angély en 2018 pour rejoindre le club voisin du SA Rochefort en Fédérale 3, suivant ainsi son coéquipier Mathieu De Pauw.